# جبار سرجوخه فراری
جبار سرجوخه فراری فیلمی به کارگردانی امان منطقی و نویسندگی سهیلا نصر محصول سال ۱۳۵۲ است.

## خلاصه فیلم
قزاقان لیاخوف با، تعقیب و مراقبت جبار (محمدعلی فردین)، سرجوخه فراری، را به دام می‌اندازند که مقداری اسلحه برای رساندن به مشروطه خواهان در قبرستانی پنهان کرده‌است. آن‌ها رفقای جبار را اعدام می‌کنند؛ اما خود او می‌گریزد. بایرام و چند یاغی به خانه جبار یورش می‌برند و ساکنان خانه را به قتل می‌رسانند. آن‌ها به توصیه بایرام یک عکس یادگاری می‌گیرند و بایرام تلاش می‌کند با رساندن عکس به دست قزاق‌ها و جبار، کش مکش بین آن‌ها را حادتر کند.. جواد با یکی از قزاق‌ها (جمشید مهرداد) و جوانکی که می‌گوید نامش جواد (ملوسک) است گروهی از یاغی‌ها را از پا درمی‌آورند. آن‌ها شبی را در خانه غزال (دلارام)، که شوهرش به دست بایرام کشته شده، به صبح می‌رسانند و بایرام و افرادش را که به خانه غزال حمله آورده‌اند شکست داده و از پا درمی‌آورند.

## بازیگران
- محمدعلی فردین
- دلارام
- ملوسک
- محسن مهدوی
- جمشید مهرداد